# جاين وايلد
جاين وايلد (بالإنجليزية: Jane Wilde) (و. 1821 – 1896 م) هي شاعرة، وكاتِبة، ومترجمة، وصحفية من المملكة المتحدة لبريطانيا العظمى وأيرلندا، ولدت في دبلن، توفيت في تشيلسي، لندن، عن عمر يناهز 75 عاماً.